# Angelique Klompmaker
Angelique Klompmaker (Amsterdam, 18 maart 1968) is een Nederlands voormalig korfbalster.

## Begin van Carrière
Klompmaker begon met korfbal bij Westerkwartier in Amsterdam en daarna bij Apollo in Heerhugowaard.

## Nic. Groningen
In 1986 verhuisde Klompmaker naar Groningen vanwege haar studie Academie voor Lichamelijke Opvoeding. Hierdoor sloot ze zich aan bij korfbalvereniging Nic..
Op dat moment verkeerde de club nog niet in de top van Nederland, maar in 1991 promoveerde Nic. zowel in de zaal- als in de veldcompetitie naar de Hoofdklasse.
Al in seizoen 1993-1994 behaalde Nic. in de veldcompetitie de finale. In de finalereeks was het Amsterdamse ROHDA de tegenstander. Nic. won er was zodoende voor de eerste keer in de clubhistorie Nederlands kampioen.
In seizoen 1996-1997 stond Nic. wederom in de veldfinale. Dit maal was Oost-Arnhem de tegenstander. In de finale bleek Oost-Arnhem te sterk met 27-21.
In seizoen 1997-1998 stond Nic. voor de derde keer in 5 jaar in de veldfinale. Nic. versloeg Die Haghe met 19-15.
In zowel 1999 en 2000 stond Nic in de landelijke zaalfinale. Echter gingen beide finales verloren, te weten van PKC en Die Haghe.

## Erelijst
- Landskampioen veldkorfbal, 2x (1994, 1998)

## Oranje
Klompmaker speelde 4 officiële interlands namens het Nederlands korfbalteam. Allen tijdens de World Games van 1993, waar ze ook goud won.